# Estádio Mário Lobo
O Estádio Mário Lobo é um estádio de futebol brasileiro localizado em Ponte Nova, Minas Gerais.
É também conhecido como Estádio do Pau-d'Alho, por se localizar na região chamada de Alto do Pau-d'Alho.
Pertence ao Esporte Clube Palmeirense.
Com o advento da reforma do Mineirão visando a Copa do Mundo de 2014, recebeu cerca de 1100 cadeiras que faziam parte das arquibancadas deste, cadeiras estas já devidamente instaladas.
Em 2011, foi palco de algumas partidas da Taça BH de Futebol Jr.

## Ligações Externas
- Site oficial do Esporte Clube Palmeirense, proprietário do Estádio Mário Lobo
- Templos do Futebol - Estádio Mário Lobo
- TimesDelBrasil.com.br - Esporte Clube Palmeirense